# Saprosma philippinense
Saprosma philippinense är en måreväxtart som beskrevs av Adolph Daniel Edward Elmer. Saprosma philippinense ingår i släktet Saprosma och familjen måreväxter. Inga underarter finns listade i Catalogue of Life.